# Dyscia rubentaria
Dyscia rubentaria är en fjärilsart som beskrevs av Jules Pièrre Rambur 1866. Dyscia rubentaria ingår i släktet Dyscia och familjen mätare. Inga underarter finns listade i Catalogue of Life.